# Куусиниеми
Ку́усиниеми (карел. Kuušiniemi) — посёлок в составе Калевальского городского поселения Калевальского национального района Республики Карелия.

## Общие сведения
Расположен на северо-восточном берегу озера Среднее Куйто, а также на южном берегу озера Кешкема.

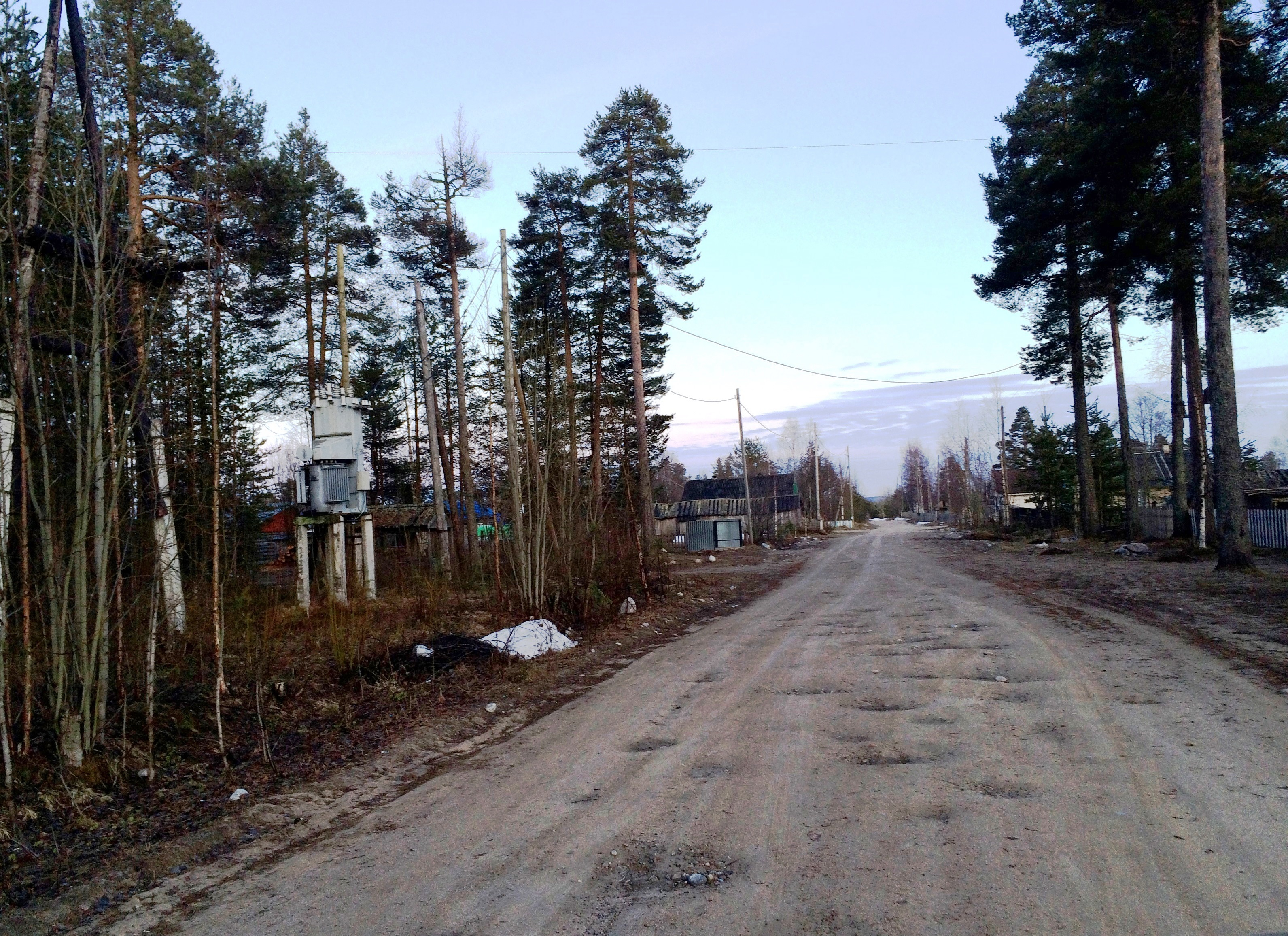
Трасса через посёлок.

Через посёлок проходит автодорога местного значения 86К-3 («Р21 Автомобильная дорога Р-21 „Кола“ — Калевала — Лонка»).
Название посёлка в переводе с карельского языка обозначает «еловый мыс».

## Население
| 2002 | 2009 | 2010 | 2013 | 2014 | 2015 | 2016 |
| ---- | ---- | ---- | ---- | ---- | ---- | ---- |
| 421  | ↘337 | ↘311 | ↘309 | ↘305 | ↘284 | ↗285 |
| 2017 | 2018 | 2019 | 2020 | 2021 | 2023 |      |
| ↘271 | ↘258 | ↘228 | ↘215 | ↘168 | ↘158 |      |

## Улицы
- Лесная;
- Набережная;
- Советская;
- Центральная.